# Esther Costello
Esther Costello (Originaltitel: The Story of Esther Costello) ist ein britischer Spielfilm mit Joan Crawford und Heather Sears aus dem Jahr 1957 und basiert auf dem gleichnamigen Roman von Nicholas Monsarrat. Mit dem Film endete die erste Karrierephase von Joan Crawford, in der sie seit 1925 in jedem Jahr mindestens einen Film in die Kinos brachte.

## Handlung
Die Handlung beginnt mit einer Rückblende. Die junge Esther Costello verursacht den Tod ihrer Mutter bei einem Unfall. Der Schock lässt das Mädchen blind und taub zurück. Fünf Jahre später trifft die reiche Philanthropin Margaret Landi auf Esther, die wie ein Tier vor sich hin vegetiert. Sie ist gerührt von dem traurigen Schicksal und da sie selber keine Kinder hat, nimmt sich Margaret Esthers an. Nach einigen Anfangsschwierigkeiten entwickelten sich zwischen den beiden Frauen eine tiefe emotionale Verbundenheit. Beide reisen zurück nach Boston, wo sich Margaret intensiv um ihren Schützling kümmert. Esther lernt schnell und vermag sich mittels Gebärdensprache und Brailleschrift der Welt zu öffnen. Ein junger Reporter verliebt sich in das Mädchen und schreibt mehrere Artikel über ihr Schicksal. Bald schon ist Esther eine Berühmtheit, die überall im Land auftritt, um die Aufmerksamkeit der Öffentlichkeit für Menschen mit derartigen Benachteiligungen zu wecken.
Alles scheint sich in eine positive Richtung zu entwickeln, als sich plötzlich Carlo, der manipulative Ehemann von Margaret, der sie vor fünf Jahren für eine jüngere Frau verließ, wieder meldet. Er betreibt mehr schlecht als recht eine Kunstgalerie und glaubt, durch die Vermarktung von Esther an das große Geld zu kommen. Er verführt Margaret und überredet sie, eine Esther-Costello-Stiftung zu gründen, die Geld sammeln soll für karitative Zwecke. In Wirklichkeit kommt das Vermögen allein Carlo zugute. Margaret begeht den Fehler, Esther allein in der Obhut von Carlo zu lassen. Bereits in der ersten Nacht vergewaltigt er das wehrlose Mädchen. Der Schock lässt Esther die Sprache und das Augenlicht wiederfinden. Sie beichtet Margaret die Ereignisse. Zeitgleich hat Margaret die Machenschaften von Carlo aufgedeckt. Sie regelt die Zukunft von Esther und fährt schließlich ihren Wagen mit Carlo auf dem Beifahrersitz in einen Abgrund.

## Hintergrund
Joan Crawfords Karriere hatte 1925 als Statistin begonnen. Von 1932 bis 1936 war sie regelmäßig auf der Liste der zehn kassenträchtigsten Kinostars vertreten. Für ihre Darstellung in Solange ein Herz schlägt gewann Joan Crawford auf der Oscarverleihung 1946 den Oscar als beste Hauptdarstellerin und konnte auch zehn Jahre später mit Ehe in Fesseln immer noch kommerzielle Erfolge feiern. Ihre ehemaligen Konkurrentinnen waren entweder zeitweilig arbeitslos – Bette Davis –, spezialisierten sich wie Katharine Hepburn auf die Darstellung alter, verschrobener Jungfern oder wirkten in B-Filmen und billigen Western mit wie Barbara Stanwyck. Norma Shearer, Irene Dunne und Greta Garbo hatten sich von der Kinoleinwand verabschiedet. Im Gegensatz dazu spielte Crawford ausschließlich in A-Produktionen in Rollen, die sie als sexuell begehrenswerte Frau an der Seite von männlichen Partnern zeigten, die teilweise bedeutend jünger waren als sie selber. Zu diesem Zeitpunkt ihrer Karriere war sie immer noch in der Lage, eine Gage von $200.000 pro Film zu verlangen, deutlich mehr als beispielsweise Barbara Stanwyck, Joan Fontaine, Bette Davis oder Claudette Colbert, die höchstens Gagen von $75.000 bekamen. Nachdem die Schauspielerin 1955 den Manager Alfred Steele, der im Aufsichtsrat von Pepsi saß, geheiratet hatte, fokussierte sie zunehmend ihre Energie auf Werbemaßnahmen für den Getränkekonzern. Crawford empfand das Filmgeschäft zunehmend als Belastung und nach der Fertigstellung von Esther Costello beendete sie freiwillig die erste Phase ihrer Filmkarriere trotz vielfältiger weiterer Angebote.
Nicholas Monsarrats umfangreiches Buch sollte zunächst unter dem Titel The Golden Virgin und der Regie von Samuel Fuller auf die Leinwand gebracht werden. Als Esther waren nacheinander Susan Strasberg, Joan Collins und Natalie Wood vorgesehen. Am Ende übernahm David Miller die Umsetzung und Heather Sears bekam die Rolle der Esther Costello. Der Film hielt für Crawford zwar nur eine eher marginale Rolle bereit, die jedoch ein erhebliches schauspielerisches Potential bot und ihr die Gelegenheit für zahlreiche Kostümwechsel gab. Jahre später äußerte sie sich gegenüber Roy Newquist rückblickend über den Film und den weiteren Verlauf ihrer Karriere:

„Das war mein letzter wirklicher Topfilm und ehrlich gesagt, wenn ich einen Oscar für "Solange ein Herz schlägt" verdient habe, dann hätte ich zwei Oscars für "Esther Costello" verdient. Es war eine verdammt anspruchsvolle Rolle und David Miller führte ausgezeichnet Regie. Aber ich habe den Part im Grunde doch nach eigenem Dafürhalten gespielt und sollte damit gut fahren. Die Komplexität der Rolle war enorm. Ich habe nichts als gute Erinnerungen an den Film, allerdings auch die bohrende Frage: Warum gab es nicht mehr von diesen Filmen? Warum war ich später in solchen Freak-Shows gefangen?“

Crawford reiste unter großem Medienrummel mit 37 Schrankkoffern im August 1956 nach London, wo der Film aus Kostengründen gedreht wurde. Pepsi mietete auf Firmenkosten eine Suite im luxuriösen The Dorchester und stellte ihr eine weiße Limousine und einen eigenen Trailer auf dem Set zur Verfügung. Jedes Wochenende gab die Schauspielerin glanzvolle Empfänge und Feste im Hotel, zu denen sie Marlene Dietrich, Noël Coward, Laurence Olivier, Vivien Leigh und andere Prominente zu Gast hatte. Dem Kostümdesigner Jean Louis stand allein für ihre Garderobe ein Budget von $50.000 zur Verfügung. Crawford, die als Co-Produzentin fungierte, bestand allerdings aus Kostengründen auf gewissen Kompromissen. So verzichtete sie auf echtes Hermelinfell als Besatz für ein Kleid und entschied sich für die billigere Alternative einer Samtbordüre. Crawford wurde am 29. Oktober 1956 während der Royal Film Performance Elizabeth II. vorgestellt. In den USA wurde der Film von Columbia Pictures in den Verleih gebracht.

## Kinoauswertung
Der Film spielte in den USA lediglich 1.075.000 US-Dollar ein. Ungleich populärer erwies sich Esther Costello in Großbritannien, wo er am Ende auf Platz 11 der erfolgreichsten Filme des Jahres landete.

## Kritiken
William K. Zinsser beschrieb in der New York Herald Tribune anschaulich das Grundmuster eines Joan-Crawford-Films aus den 1950ern:

„Kein Joan-Crawford-Film ohne jede Menge seelische Verwerfungen – das ist das eiserne Gesetz der Filmindustrie. Auch hier werden ihre Fans wieder eine gute Zeit haben – lächelnd unter Tränen, atemlos vor Spannung und im Wechselbad der Gefühle. Wie Sie sich sicher vorstellen können, erlaubt der Film Miss Crawford die gesamte Palette der Emotionen zu erleben: von Einsamkeit über Mutterliebe, vom Stolz über das Mädchen bis zur Leidenschaft für ihren Ehemann und am Ende die glühende Rachsucht, die sie dazu bringt, mit einem Revolver in der Hand die letzte Konfrontation zu suchen. Irgendwie schafft Crawford es, die Dinge am Laufen zu halten. Das mag nicht unbedingt Ihre Art von Film sein, aber es ist genau die Sorte von Film, die viele Frauen bevorzugen und Joan Crawford ist die Königin dieser Kunstform.“

Das Handbuch 6000 Filme war deutlich weniger angetan:

„Anders als in dem zugrundeliegenden Roman, kein scharfer satirischer Angriff auf amerikanische Reklameentartungen, sondern vornehmlich eine mildgedämpfte private Tragödie auf mittlerem Unterhaltungsniveau.“

## Auszeichnungen
Der Film erhielt zahlreiche Auszeichnungen.
British Film Academy Awards:
- Auszeichnung für Heather Sears als Beste britische Darstellerin
- Nominierung: Bestes Drehbuch für Charles Kaufmann.

Golden Globe Awards:
- Nominierung für Heather Sears als Beste Nebendarstellerin

Filmfestspiele von Venedig
- Nominierung für David Miller für einen Goldenen Löwen.